# Cyclocephala tucumana
Cyclocephala tucumana är en skalbaggsart som beskrevs av Brethes 1904. Cyclocephala tucumana ingår i släktet Cyclocephala och familjen Dynastidae. Inga underarter finns listade i Catalogue of Life.